# 有岡駅
有岡駅（ありおかえき）は、高知県四万十市有岡字スギノキにある、土佐くろしお鉄道（TKT）宿毛線の駅である。駅番号はTK43。

## 歴史
建設計画上では今より中村駅側120m程の位置にあった。周辺開発計画に合わせる形で1978年（昭和53年）に計画変更となっている。また同時期に、当駅 - 平田駅間は経路変更となっている。

### 年表
- 1997年（平成9年）10月1日：土佐くろしお鉄道宿毛線開通時に開設[2][3]。

## 駅構造

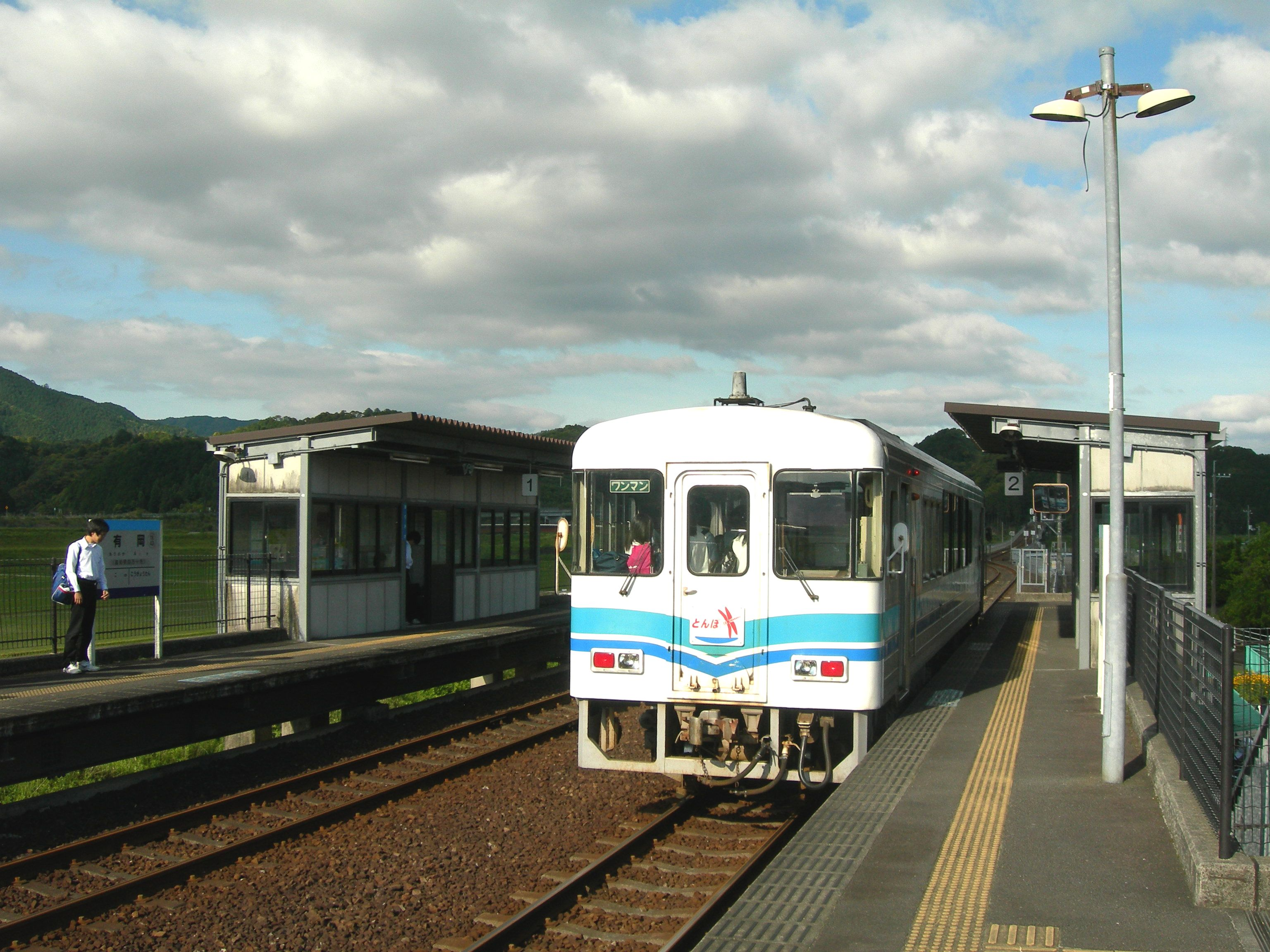
ホーム

相対式ホーム2面2線を有する列車交換可能な高架駅。1番線が進入速度無制限の1線スルー通過線となっている。但し、停車列車は入口側2番のりばを優先使用する。
無人駅。駅舎は無いが、各ホームに待合所が設置されている。
土佐くろしお鉄道宿毛線の途中駅で唯一交換設備を持っている。

### のりば
| のりば | 路線    | 方向 | 行先           |
| ------ | ------- | ---- | -------------- |
| 1・2   | ■宿毛線 | 上り | 中村・窪川方面 |
| 1・2   | ■宿毛線 | 下り | 宿毛方面       |

## 利用状況
近年の1日平均乗降人員の推移は以下の通り。
| 乗降人員推移 | 乗降人員推移 |
| 年度         | 1日平均人数  |
| ------------ | ------------ |
| 2011年       | 71           |
| 2012年       | 65           |
| 2013年       | 62           |
| 2014年       | 96           |
| 2015年       | 85           |
| 2016年       | 122          |
| 2017年       | 123          |
| 2018年       | 98           |
| 2019年       | 81           |

## 駅周辺
- 有岡郵便局
- 四万十市役所中筋出張所
- 四万十市立中筋小学校
- 四万十市立中筋中学校
- 国道56号
- 黒潮医療専門学校

## 隣の駅
土佐くろしお鉄道
■宿毛線
国見駅 (TK42) - 有岡駅 (TK43) - 工業団地駅 (TK44)